# Richard Hermes Verlag
Der Richard Hermes Verlag wurde im Jahre 1903 von dem Verleger Richard Hermes (1880–1954) in der Hansestadt Hamburg gegründet und zählte in den darauf folgenden Jahrzehnten zu den bedeutendsten Verlagen für niederdeutsche Sprache.

## Geschichte

### Hermes Verlag (1903–1912)
Nachdem Richard Hermes bereits am 1. Oktober 1903 den Hermes Verlag gegründet hatte, erfolgte am 28. Oktober 1912 die Namensänderung in Richard Hermes Verlag.

### Richard Hermes Verlag (1912–1974)
Als Markenzeichen mit Wiedererkennungswert verwendete der Verlag das Sachsenross, welches auch auf den ersten Titelseiten der von 1914 bis 1928 herausgegebenen Schriftreihe Niedersachsenbuch – Ein Jahrbuch für niederdeutsche Art abgebildet gewesen ist.
Im Verlag sind vor allem viele plattdeutsche Bücher erschienen, unter anderen von Hermann Boßdorf, Ludwig Frahm und Hinrich Wriede. Auch die Reihe Niederdeutsche Flugschriften hat der Verlag herausgegeben.
Die Datenbank Die niederdeutsche Literatur listet mehr als 230 plattdeutsche Bücher auf, die bei Hermes erschienen sind.
Von 1915 bis 1918 arbeitete die in den 1940er und 1950er Jahren als Übersetzerin zu den wichtigsten Kulturvermittlern in Skandinavien zählende Grete Berges als Privatsekretärin im Verlag, zu dem auch zwei Druckereien und der Moraw & Scheffelt Verlag aus Berlin gehörten. Während der Zeit des Nationalsozialismus durchlebte der Verlag dann sehr schwierige Zeiten.
Nach dem Zweiten Weltkrieg bekam Verlagsleiter Richard Hermes 1946 wieder eine Lizenz und begann, den Verlag neu aufzubauen. Nachdem anfangs noch eine ganze Reihe Bücher erschienen waren, ließen die Veröffentlichungen nach dessen Tod im Jahre 1954 dann stark nach und so war die Richard Hermes Verlag GmbH zum 7. Juni 1974 schließlich erloschen.

## Veröffentlichungen (Auswahl)
- Ludwig Frahm: Wenn de Scharrnbulln brummt. Mit Biller ut Theodor Herrmann sin Warkstäd. Hamburg 1916.
- Sophus Bauditz: Der alte Hauptmann. Deutsch von Mathilde Mann, Hamburg 1920.
- Heinrich Eckmann: Haus in Blumen – Gedichte. Hamburg 1920.